# Prestongrange Church

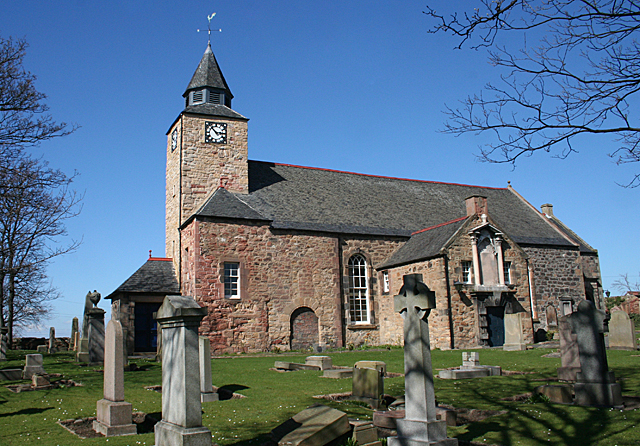
Prestongrange Church

Die Prestongrange Church ist ein Kirchengebäude der presbyterianischen Church of Scotland in der schottischen Stadt Prestonpans in der Council Area East Lothian. 1971 wurde das Bauwerk in die schottischen Denkmallisten in der höchsten Kategorie A aufgenommen. Die Kirche ist noch als solche in Verwendung.

## Geschichte
Bereits im 12. Jahrhundert ist eine Kirche im heutigen Prestonpans verzeichnet. Im Zuge des Rough Wooing unter Heinrich VIII. wurde diese von englischen Truppen zerstört. Mitglieder der Preston-Linie des Clans Hamilton, die ihren Familiensitz im nahegelegenen Preston Tower hatten, spendeten der Kirche das Landstück, auf dem der Vorläufer der heutigen Prestongrange Church erbaut wurde. Es handelt sich mit dem Baujahr 1595 um eines der frühesten postreformatorischen Kirchengebäude in Schottland. Die heutige Kirche wurde im Jahre 1774 errichtet. Hierbei wurden Fragmente des älteren Bauwerks integriert.

## Beschreibung
Das Kirchengebäude liegt abseits der High Street unweit des Südufers des Firth of Forth im Norden von Prestonpans. Das Mauerwerk besteht aus Sandsteinquadern, die zu einem Schichtenmauerwerk verbaut wurden. Einzig bei den älteren Fragmenten sind Bruchsteinmauern zu finden. An der Westseite ragt der Glockenturm mit quadratischem Grundriss auf. Er schließt mit einer oktogonalen Laterne, auf der ein spitzer Helm aufsitzt. Darunter sind allseitig Turmuhren verbaut. Am Fuß tritt der Eingangsbereich mit Walmdach hervor. Vom dahinterliegenden Langhaus geht an der Nordseite ein Querhaus ab. An dessen Abschluss sind zwei Rundbogenfenster mit darüberliegendem Ochsenauge verbaut. Beiderseits des Querhauses sind jeweils einzelne Rundbogenfenster eingelassen. Von der gegenüberliegenden Südseite geht ein kleineres Querhaus ab, das jenem an der Nordseite ähnelt. Ein einzelnes großes Rundbogenfenster ziert die Ostseite der Prestongrange Church.